# Mèlite
|  | Per a altres significats, vegeu «Mèlite (nereida)». |

Mèlite (en grec antic Μελίτη) va ser, segons la mitologia grega, una nàiade filla del déu-riu Egeu.
Aquesta nimfa vivia a l'illa de Corcira (actualment Corfú) i era un dels amors de Zeus i també d'Hèracles. Zeus la va deixar triar i ella preferí Hèracles. Va donar a llum un fill d'aquest heroi, Hil·los, que alguns consideren diferent del fill d'Hèracles i Deianira. La tradició explica que Hèracles, desterrat, va buscar refugi a Corcira després d'haver mort els seus fills. Va decidir descansar prop d'un llac on vivien Mèlite i les seves germanes. Mèlite, enamorada de l'heroi, l'amagà en la part més obscura del llac, lluny de les seves germanes, on van engendrar Hil·los.
Mèlite va ser maleïda per Zeus pel fet d'haver triat un mortal abans del primer dels déus, i va castigar-la fent que no pogués unir-se mai més amb Hèracles ni amb cap mortal. Hèracles se n'anà aviat de l'illa, i la va oblidar, però ella va ser una de les dones que va plorar al seu funeral. Hil·los es va convertir en cap dels heràclides quan aquests van anar a atacar Tirint per acabar amb Euristeu.